# Ойя-де-Уэска

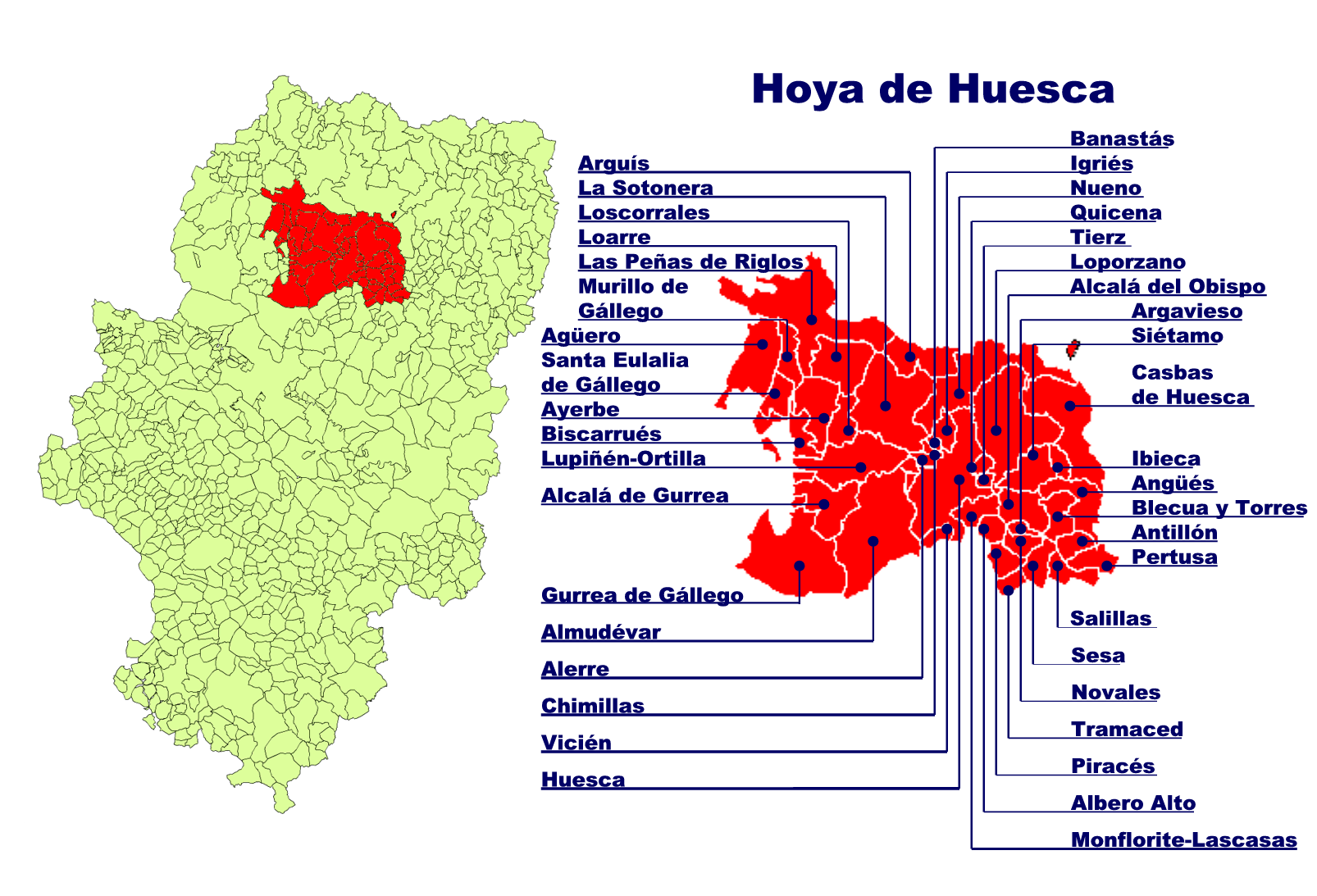

Ойя-де-Уэска (исп. Hoya de Huesca)  — район (комарка) в Испании, входит в провинцию Уэска в составе автономного сообщества Арагон.

## Муниципалитеты
1. Алерре
2. Альберо-Альто
3. Алькала-де-Гурреа
4. Алькала-дель-Обиспо
5. Альмудевар
6. Ангуэс
7. Антильон
8. Аргавьесо
9. Аргис
10. Банастас
11. Бискарруэс
12. Блекуа-и-Торрес
13. Висьен
14. Гурреа-де-Гальего
15. Ибьека
16. Игрьес
17. Касбас-де-Уэска
18. Кисена
19. Ла-Сотонера
20. Лас-Пеньяс-де-Риглос
21. Лоарре
22. Лопорсано
23. Лоскорралес
24. Лупиньен-Ортилья
25. Монфлорите-Ласкасас
26. Мурильо-де-Гальего
27. Новалес
28. Нуэно
29. Пертуса
30. Пирасес
31. Салильяс
32. Санта-Эулалия-де-Гальего
33. Сеса
34. Трамасед
35. Тьерс
36. Чимильяс